# ولادیمیر بیرا
ولادیمیر بیرا (کرواتی: Vladimir Beara؛ ۲ نوامبر ۱۹۲۸ – ۱۱ اوت ۲۰۱۴) یک بازیکن فوتبالاهل کرواسی بود.
وی همچنین برنده جوایزی همچون مدال نقره شده است.